# Оператор системи передачі

Спрощена схема електроенергетичної системи.
позначено генерацію,
— систему передачі,
— систему розподілу,
чорним — споживачів

Оператор системи передачі — організація, що є транспортувальником енергії у вигляді природного газу або електроенергії на національному або регіональному рівні, з використанням фіксованої інфраструктури. Термін визначено Європейською Комісією. Процедура сертифікації операторів систем передачі перелічена у статті 10 Директив з електроенергії та газу 2009 року.
Згідно з українським законодавством «Оператор системи передачі» (ОСП) визначений тільки для передачі електроенергії. Це юридична особа, відповідальна за експлуатацію, диспетчеризацію, забезпечення технічного обслуговування, розвиток системи передачі та міждержавних ліній електропередачі, а також за забезпечення довгострокової спроможності системи передачі щодо задоволення обґрунтованого попиту на передачу електричної енергії.
Через витрати на створення інфраструктури передачі, таких як магістральні лінії електропередач, підстанції, магістральні газопроводи, ОСП зазвичай є природною монополією і підлягає регулюванню.